# Stadium Arcadium World Tour
Lo Stadium Arcadium World Tour (conosciuto anche come Intergalactic Tour) è un tour mondiale che hanno intrapreso i Red Hot Chili Peppers per promuovere il loro nono album in studio, Stadium Arcadium, uscito in Europa il 5 maggio 2006 e negli USA il 9 maggio dello stesso anno. Il tour venne preceduto da alcuni concerti in tutto il mondo dediti a far conoscere l'album ancor prima della sua uscita, nella prima parte del 2006; fra questi ve ne fu uno in Italia, all'Alcatraz di Milano il 29 aprile dello stesso anno. Durante il tour ufficiale, i Peppers vi tornarono per tre tappe; una due-giorni al Mediolanum Forum di Assago il 29 e 30 novembre e un'altra allo Stadio Friuli di Udine il 28 giugno 2007. Durante il loro tour nordamericano, i Red Hot vinsero ben cinque Grammy Awards nel 2007 alla cerimonia che si tenne allo Staples Center di Los Angeles: miglior album rock, miglior canzone rock (Dani California), miglior performance live (Dani California), miglior edizione speciale per un album e produttore dell' anno (Rick Rubin). Vinsero anche agli MTV Europe Music Awards il premio come miglior album e agli American Music Award come miglior album miglior artista alternativo. I concerti giapponesi del marzo 2007 vennero cancellati a causa di una polmonite che colpì Anthony Kiedis, venendo posticipate a giugno dello stesso anno. La band prese parte anche al Live Earth, un evento che prevedeva una miriade di esibizioni di vari artisti e gruppi musicali sparsi nei sette continenti, voluto da Al Gore per sensibilizzare il mondo riguardo ai cambiamenti climatici. Tale evento, svoltosi il 7 luglio 2007 (07/07/07), ha visto l'esibizione dei Red Hot allo Stadio di Wembley a Londra, dove si esibirono suonando Can't Stop, Dani California, So Much I e By the Way. Al termine del loro tour, nell'agosto 2007, i Peppers non comparvero più sulle scene musicali per diversi mesi, fino a quando, in un'intervista pubblica del maggio 2008, il cantante Anthony Kiedis rivelò che il gruppo aveva deciso di prendersi una pausa di minimo un anno, dovuta all'intenso lavoro svolto ininterrottamente dalla band dal 1999. Negli anni successivi uscirono due DVD inerenti a due loro concerti svolti durante il tour: Stadium Parisian, riguardante il loro concerto promozionale svoltosi a La Cigale di Parigi nell'aprile 2006 e So Much Live, inerente alla loro esibizione a Chorzów, Polonia, il 3 luglio 2007.

## Canzoni suonate

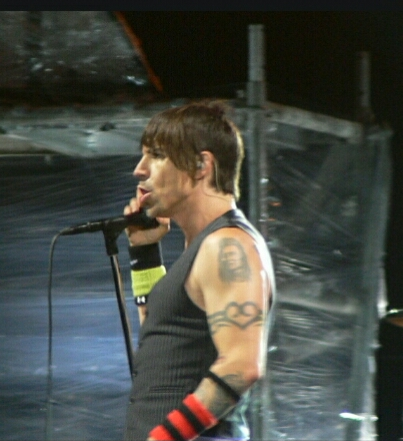
Anthony Kiedis durante il concerto a Bilbao nel 2007

- Da Freaky Styley: Catholic School Girls Rule, Freaky Styley, Sex Rap.
- Da The Uplift Mofo Party Plan: Me & My Friends.
- Da Mother's Milk: Higher Ground, Nobody Weird Like Me.
- Da Blood Sugar Sex Magik: Blood Sugar Sex Magik, Funky Monks, Give It Away, I Could Have Lied, If You Have to Ask, Sir Psycho Sexy, Suck My Kiss, They're Red Hot, Under the Bridge.
- Da One Hot Minute: Pea.
- Da Californication: Around the World, Californication, Emit Remmus, Get on Top, Otherside, Parallel Universe, Right on Time, Scar Tissue, This Velvet Glove.
- Da By the Way: By the Way, Can't Stop, Don't Forget Me, Throw Away Your Television.
- Da Greatest Hits: Fortune Faded.
- Da Stadium Arcadium: 21st Century, Charlie, C'mon Girl, Dani California, Desecration Smile, Hey, Hump de Bump, If (suonata una sola volta e senza Frusciante), Readymade, She's Only 18, Snow (Hey Oh), So Much I, Stadium Arcadium, Strip My Mind, Tell Me Baby, Torture Me, Warlocks, Wet Sand.
- Altre: Soul to Squeeze, Havana Affair (cover dei Ramones).

Durante i concerti i Red Hot hanno anche eseguito cover non per intero, come You're Gonna Get Yours dei Public Enemy o Sunday Bloody Sunday degli U2 e molte altre. I loro shows sono sempre cominciati con intro, molto tranquille nella parte iniziale e aggressive nel prosieguo, che duravano almeno sei minuti, prima di cominciare la scaletta con Can't Stop, che come nel tour precedente è stata sempre la prima canzone scelta, mentre come ultima traccia si alternavano Give It Away (preceduta spesso da You're Gonna Get Yours), Sir Psycho Sexy e They're Red Hot o Power of Equality. Delle ventotto canzoni di Stadium Arcadium ne vennero suonate venti; fra le 10 mancanti, Hard to Concentrate verrà suonata nel tour successivo di I'm with You. John Frusciante si è invece esibito cantando e suonando brevemente alcuni suoi pezzi come era solito fare; fra questi "Your Pussy's Glued to a Building on Fire", più svariate cover di alcuni artisti. Around the World, Parallel Universe e Suck My Kiss, molto suonate negli anni precedenti, vennero invece suonate raramente durante questo tour; Funky Monks fu suonata solamente due volte (di cui una a Milano), mentre Higher Ground tornò in scaletta dopo sei anni di assenza. Le canzoni di Freaky Styley vennero riproposte dopo ben quindici anni dall'ultima volta, mentre per la prima volta dal 1991, canzoni come Under the Bridge e Give It Away non vennero incluse in alcuni concerti. Per l'ultima volta sono state suonate dal vivo canzoni come 21st Century, Catholic School Girls Rule, C'mon Girl, Desecration Smile, Funky Monks, Havana Affair, Readymade, Sex Rap, So Much I, Stadium Arcadium, This Velvet Glove, Torture Me e Warlocks.

## Date

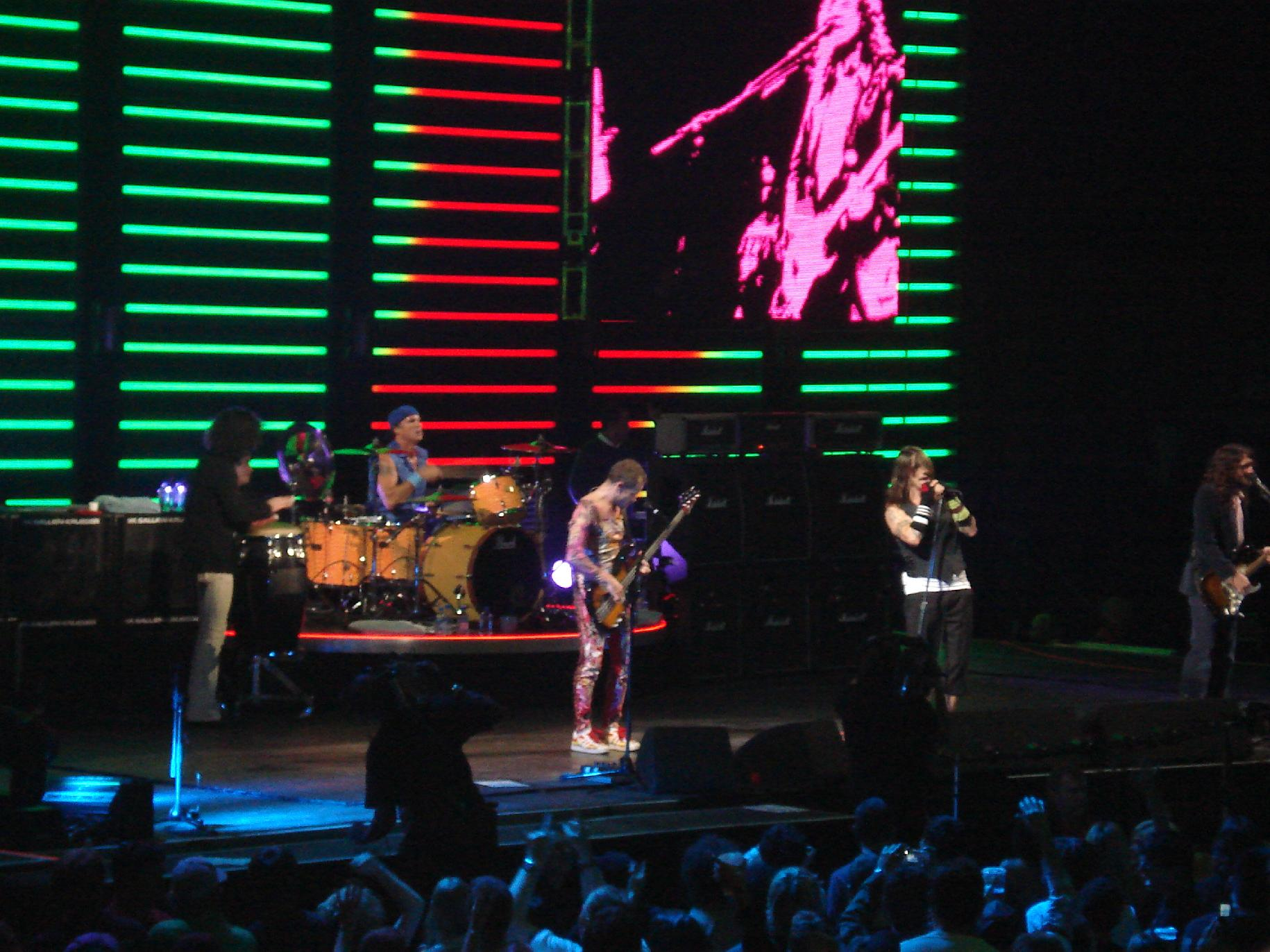
I Red Hot Chili Peppers a Toronto nel 2006

| Europa                        |                   |                 |                                               |  |
| 30 maggio 2006                | Barcellona        | Spagna          | Palau Sant Jordi                              |  |
| 31 maggio 2006                | Madrid            | Spagna          | Palacio de Deportes de la Comunidad de Madrid |  |
| 3 giugno 2006                 | Lisbona           | Portogallo      | Rock in Rio                                   |  |
| 5 giugno 2006                 | Landgraaf         | Paesi Bassi     | Pinkpop Festival                              |  |
| 6 giugno 2006                 | Lione             | Francia         | Halle Tony Garnier                            |  |
| 8 - 9 giugno 2006             | Parigi            | Francia         | Bercy                                         |  |
| 11 - 12 giugno 2006           | Dortmund          | Germania        | Westfalenhallen                               |  |
| 14 giugno 2006                | Praga             | Repubblica Ceca | Sazka Arena                                   |  |
| 15 giugno 2006                | Berlino           | Germania        | Kindl-Bühne Wuhlheide                         |  |
| 29 giugno 2006                | Werchter          | Belgio          | Rock Werchter                                 |  |
| 30 giugno 2006                | Ipswich           | Regno Unito     | Portman Road                                  |  |
| 2 luglio 2006                 | Coventry          | Regno Unito     | Ricoh Arena                                   |  |
| 3 luglio 2006                 | Reading           | Regno Unito     | Madejski Stadium                              |  |
| 5 luglio 2006                 | Derby             | Regno Unito     | Pride Park Stadium                            |  |
| 6 luglio 2006                 | Sheffield         | Regno Unito     | Don Valley Stadium                            |  |
| 8 luglio 2006                 | Kinross           | Regno Unito     | T in the Park                                 |  |
| 9 luglio 2006                 | Kildare           | Irlanda         | Oxegen Festival                               |  |
| 11 - 12 luglio 2006           | Manchester        | Regno Unito     | MEN Arena                                     |  |
| 14 - 15 - 17 luglio 2006      | Londra            | Regno Unito     | Earls Court Exhibition Centre                 |  |
| Asia                          |                   |                 |                                               |  |
| 28 luglio 2006                | Tokyo             | Giappone        | Music Station                                 |  |
| 29 luglio 2006                | Naeba             | Giappone        | Fuji Rock Festival                            |  |
| Nord America                  |                   |                 |                                               |  |
| 6 agosto 2006                 | Chicago           | Stati Uniti     | Lollapalooza                                  |  |
| 11 agosto 2006                | Portland          | Stati Uniti     | Rose Garden Arena                             |  |
| 12 agosto 2006                | Auburn            | Stati Uniti     | White River Amphitheatre                      |  |
| 15 agosto 2006                | Boise             | Stati Uniti     | Taco Bell Arena                               |  |
| 16 agosto 2006                | Salt Lake City    | Stati Uniti     | Delta Center                                  |  |
| 18 agosto 2006                | Denver            | Stati Uniti     | Pepsi Center                                  |  |
| 21 agosto 2006                | Glendale          | Stati Uniti     | Jobing.com Arena                              |  |
| 22 agosto 2006                | San Diego         | Stati Uniti     | iPay One Sports Arena                         |  |
| 25 agosto 2006                | Oakland           | Stati Uniti     | Oakland Arena                                 |  |
| 27 agosto 2006                | Fresno            | Stati Uniti     | Selland Arena                                 |  |
| 28 agosto 2006                | Sacramento        | Stati Uniti     | ARCO Arena                                    |  |
| 31 agosto - 1º settembre 2006 | Inglewood         | Stati Uniti     | The Forum                                     |  |
| 14 settembre 2006             | Vancouver         | Canada          | GM Place                                      |  |
| 16 settembre 2006             | Calgary           | Canada          | Pengrowth Saddledome                          |  |
| 17 settembre 2006             | Edmonton          | Canada          | Rexall Place                                  |  |
| 19 settembre 2006             | Saskatoon         | Canada          | Credit Union Centre                           |  |
| 20 settembre 2006             | Winnipeg          | Canada          | MTS Centre                                    |  |
| 23 settembre 2006             | Baltimora         | Stati Uniti     | Virgin Festival                               |  |
| 25 - 26 settembre 2006        | Toronto           | Canada          | Air Canada Centre                             |  |
| 28 settembre 2006             | Montréal          | Canada          | Bell Centre                                   |  |
| 29 settembre 2006             | Ottawa            | Canada          | Scotiabank Place                              |  |
| 1º ottobre 2006               | Québec            | Canada          | Colisée Pepsi                                 |  |
| 2 ottobre 2006                | Boston            | Stati Uniti     | TD BankNorth Garden                           |  |
| 17 - 18 ottobre 2006          | East Rutherford   | Stati Uniti     | Continental Airlines Arena                    |  |
| 20 ottobre 2006               | Boston            | Stati Uniti     | TD Garden                                     |  |
| 21 ottobre 2006               | Albany            | Stati Uniti     | Pepsi Arena                                   |  |
| 23 - 24 ottobre 2006          | Filadelfia        | Stati Uniti     | Wachovia Center                               |  |
| 26 ottobre 2006               | Atlanta           | Stati Uniti     | Gwinnett                                      |  |
| 28 ottobre 2006               | New Orleans       | Stati Uniti     | Voodoo Music Experience                       |  |
| 30 ottobre 2006               | Columbus          | Stati Uniti     | Schottenstein Center                          |  |
| 31 ottobre 2006               | Cleveland         | Stati Uniti     | Quicken Loans Arena                           |  |
| 2 novembre 2006               | Grand Rapids      | Stati Uniti     | Van Andel Arena                               |  |
| 3 novembre 2006               | Auburn Hills      | Stati Uniti     | Palace of Auburn Hills                        |  |
| 5 novembre 2006               | Saint Paul        | Stati Uniti     | XCel Energy Center                            |  |
| 11 novembre 2006              | Hollywood         | Stati Uniti     | The Roxy                                      |  |
| Europa                        |                   |                 |                                               |  |
| 20 - 21 - 22 novembre 2006    | Londra            | Regno Unito     | Abbey Road Studios, BBC Studios e Roundhouse  |  |
| 24 novembre 2006              | Amburgo           | Germania        | Colorline Arena                               |  |
| 26 novembre 2006              | Francoforte       | Germania        | Festhalle                                     |  |
| 27 novembre 2006              | Stoccarda         | Germania        | Schleyer-Halle                                |  |
| 29 - 30 novembre 2006         | Milano            | Italia          | Mediolanum Forum                              |  |
| 3 - 4 dicembre 2006           | Zurigo            | Svizzera        | Hallenstadion                                 |  |
| 6 - 7 dicembre 2006           | Vienna            | Austria         | Wiener Stadthalle                             |  |
| 9 dicembre 2006               | Copenaghen        | Danimarca       | Copenaghen Forum                              |  |
| 11 - 12 dicembre 2006         | Stoccolma         | Svezia          | Stockholm Globe Arena                         |  |
| Nord America                  |                   |                 |                                               |  |
| 11 gennaio 2007               | Los Angeles       | Stati Uniti     | Staples Center - Grammy Awards                |  |
| 12 gennaio 2007               | Oklahoma City     | Stati Uniti     | Cox Convention Center                         |  |
| 13 gennaio 2007               | Dallas            | Stati Uniti     | American Airlines Center                      |  |
| 15 gennaio 2007               | Saint Louis       | Stati Uniti     | Scottrade Center                              |  |
| 17 gennaio 2007               | Nashville         | Stati Uniti     | Gaylord Entertainment Center                  |  |
| 20 gennaio 2007               | Cincinnati        | Stati Uniti     | U.S. Bank Arena                               |  |
| 22 gennaio 2007               | Raleigh           | Stati Uniti     | RBC Center                                    |  |
| 23 gennaio 2007               | Charlotte         | Stati Uniti     | Charlotte Bobcats Arena                       |  |
| 25 gennaio 2007               | Washington        | Stati Uniti     | Verizon Center                                |  |
| 26 gennaio 2007               | Charlottesville   | Stati Uniti     | John Paul Jones Arena                         |  |
| 28 gennaio 2007               | Tampa             | Stati Uniti     | St. Pete Times Forum                          |  |
| 30 gennaio 2007               | Orlando           | Stati Uniti     | Orlando Arena                                 |  |
| 31 gennaio 2007               | Sunrise           | Stati Uniti     | BankAtlantic Center                           |  |
| 27 febbraio 2007              | Rosemont          | Stati Uniti     | Allstate Arena                                |  |
| 28 febbraio 2007              | Milwaukee         | Stati Uniti     | Bradley Center                                |  |
| 2 marzo 2007                  | Des Moines        | Stati Uniti     | Wells Fargo Arena                             |  |
| 3 marzo 2007                  | Champaign         | Stati Uniti     | Assembly Hall                                 |  |
| 6 marzo 2007                  | San Antonio       | Stati Uniti     | AT&T Center                                   |  |
| 7 marzo 2007                  | Houston           | Stati Uniti     | Toyota Center                                 |  |
| 10 marzo 2007                 | Città del Messico | Messico         | Foro Sol                                      |  |
| 12 marzo 2007                 | Oklahoma City     | Stati Uniti     | Cox Arena                                     |  |
| Oceania                       |                   |                 |                                               |  |
| 7 aprile 2007                 | Adelaide          | Australia       | Adelaide Entertainment Center                 |  |
| 8 - 10 - 11 aprile 2007       | Melbourne         | Australia       | Sydney Myer Music Bowl                        |  |
| 13 - 14 aprile 2007           | Brisbane          | Australia       | Brisbane Entertainment Centre                 |  |
| 16 - 17 - 19 aprile 2007      | Sydney            | Australia       | Acer Arena                                    |  |
| 21 - 22 aprile 2007           | Auckland          | Nuova Zelanda   | Vector Arena                                  |  |
| Nord America                  |                   |                 |                                               |  |
| 28 aprile 2007                | Indio             | Stati Uniti     | Coachella Valley Music and Arts Festival      |  |
| Asia                          |                   |                 |                                               |  |
| 5 - 6 giugno 2007             | Tokyo             | Giappone        | Tokyo Dome                                    |  |
| 8 giugno 2007                 | Osaka             | Giappone        | Osaka Dome                                    |  |
| Europa                        |                   |                 |                                               |  |
| 22 giugno 2007                | Bilbao            | Spagna          | Bilbao Live Festival                          |  |
| 24 giugno 2007                | Nimega            | Paesi Bassi     | Goffertpark                                   |  |
| 26 giugno 2007                | Inđija            | Serbia          | Green Fest                                    |  |
| 28 giugno 2007                | Udine             | Italia          | Stadio Friuli                                 |  |
| 29 giugno 2007                | Monaco di Baviera | Germania        | Olympiastadion                                |  |
| 1º luglio 2007                | Amburgo           | Germania        | HSH Nordbank Arena                            |  |
| 3 luglio 2007                 | Chorzów           | Polonia         | Stadion Śląski                                |  |
| 4 luglio 2007                 | Dresda            | Germania        | Festwiese Ostragehege                         |  |
| 6 luglio 2007                 | Parigi            | Francia         | Parc des Princes                              |  |
| 7 luglio 2007                 | Londra            | Regno Unito     | Wembley Stadium (Live Earth)                  |  |
| 7 luglio 2007                 | Roskilde          | Danimarca       | Roskilde Festival                             |  |
| 23 agosto 2007                | Glasgow           | Regno Unito     | Hampden Park                                  |  |
| 25 agosto 2007                | Reading           | Regno Unito     | Reading Festival                              |  |
| 26 agosto 2007                | Leeds             | Regno Unito     | Leeds Festival                                |  |

## Artisti e gruppi d'apertura
- The Mars Volta
- Gnarls Barkley
- Dizzee Rascal
- Ben Harper and the Innocent Criminals
- Dinosaur Jr.
- Jet
- My Chemical Romance
- Kasabian
- The Missingmen
- Mickey Avalon
- Dirty Pretty Things
- Har Mar Superstar
- Chuck Dukowski Sextet
- Soweto Gospel Choir
- Biffy Clyro
- Reverend And The Makers
- Patti Smith e The Meters hanno suonato due loro cover con la band.

## Formazione
- Anthony Kiedis - voce
- John Frusciante - chitarra, tastiera e voce
- Flea - basso, tromba, cori
- Chad Smith - batteria

### Altri musicisti
- Josh Klinghoffer - chitarra ritmica, tastiere, percussioni (solo nel 2007)
- Chris Warren - tastiere (solo nel 2007)
- Marcel Rodríguez-López - tastiere, percussioni (solo nel 2006)